# Desecrator (australische Band)
Desecrator ist eine australische Thrash-Metal-Band aus Melbourne, die 2008 gegründet wurde.

## Geschichte
Zwei Jahre nach ihrer Gründung veröffentlichte die Band im Jahr 2010 im Selbstverlag eine selbstbetitelte EP als erstes musikalisches Lebenszeichen. Ein Jahr später folgte die Liveaufnahme Live Til Death, die über die Musiklabel High Voltage Records und Tridroid Records verbreitet wurde. Als Konzert wurde ein Auftritt im Club The Arthouse (Melbourne) mitgeschnitten, für den Mix zeichnete Harris Johns verantwortlich. Der dritte Tonträger – das 10"-Vinyl Down to Hell – war wie zuvor eine Live-Aufnahme aus Melbourne, bei der Johns erneut den Mix übernahm. Die Veröffentlichung erfolgte, wie auch 2016 bei der Kompilation Skulls 'N' Daggers im Selbstverlag.
Im gleichen Jahr ging die Band zweimal in Europa auf Tournee, erst als Vorgruppe der New Yorker Thrash-Band Overkill, dann als Vorgruppe von Venom Inc.
Für das offizielle Debütalbum unterzeichnete Desecrator einen Vertrag mit Dinner For Wolves Records für die Verbreitung in Australien und Neuseeland sowie in Europa mit Violent Creek Records, die mit Soulfood als Vertrieb arbeiten. Die Aufnahmen für To the Gallows fanden im Tonstudio Toyland and Goatsound Studios in Melbourne statt, das Mastering übernahm Brad Boatright. In zeitlicher Nähe zur Veröffentlichung in Europa ging die Band Ende 2017 mit Airbourne auf Tournee. Die Tour führte durch 13 europäische Länder und Desecrator traten dabei u. a. im Melkweg (Amsterdam), der Großen Freiheit (Hamburg) und dem Huxley’s (Berlin) sowie der Samsung Hall (bei Zürich) auf.

## Stil
Die Band spielt Thrash Metal mit „stark amerikanischer Prägung“, der „schnell und melodisch, gelegentlich etwas punkig“ ist und an Anthrax erinnere. Weitere Referenzen sind Death Angel, Nuclear Assault, Sacred Reich und Forbidden. Auch Anleihen an Exodus und Testament wurden im Sound ausgemacht.

## Rezeption
In den Rezensionen zu To the Gallows wurde Desecrator grundsätzlich gut bewertet. So wurde beispielsweise hervorgehoben, dass die Band „nicht nur im hohen Tempo unterwegs“ sei, sondern „auch Wert auf Riffs, Melodien und coole Breaks“ lege. Zudem wisse das Quartett was es mache, „haue manchmal ganz schön deftig ins Mett“ und mache „immer wieder Laune“. Zusammenfassend wurde auch festgehalten, dass es sich beim Debütalbum um „50 Minuten sehr kurzweilige Unterhaltung“ halte.
An anderer Stelle wurde das Album lediglich als „solide Kost für alle Fans des Retro-Thrash“ bezeichnet. Der Rezensent des Ox-Fanzine fand „den Sound nicht ganz gelungen, auch wenn man sicher schon Schlechteres gehört“ habe.
Im Rahmen der Tournee mit Airbourne hielt ein Konzertberichterstatter fest, Unterhaltung sei „garantiert“ und „gerade für Anhänger des Thrash Metal“ sei die Band „sorglos“ zu empfehlen.

## Diskografie

### Alben
- 2011: Live Til Death  (High Voltage Records, Tridroid Records)
- 2017: To the Gallows (Dinner For Wolves Records, Violent Creek Records)

### Sonstige
- 2010: Desecrator (EP, Selbstverlag)
- 2013: Down to Hell (10", Selbstverlag)
- 2016: Skulls 'N' Daggers (Kompilation, Selbstverlag)
- 2018: Manic (EP, Dinner For Wolves Records)